# داشبالبار
شهرستان داشبالبار (به زبان مغولی: Дашбалбар сум، [Dašbalbar sum]؛ ᠳᠠᠰᠢᠪᠠᠯᠪᠠᠷ ᠰᠤᠮᠤ، [dašibalbar sumu]) یک شهرستان (سُوم) در مغولستان است که در استان دورنود واقع شده‌است. داشبالبار ۸٬۷۱۳ کیلومتر مربع مساحت دارد.

## تقسیمات اداری
شهرستان داشبالبار متشکل از ۵ قصبه (باغ) می‌باشد، شامل:
- اولج (مغولی: Улз баг، [Ulz bag]؛ ᠤᠯᠵᠠ ᠪᠠᠭ، [ulja baɣ])
- چوخ (مغولی: Чух баг، [Čux bag]؛ ᠨᠣᠮᠤᠨᠲᠤ ᠪᠠᠭ، [čiɣu baɣ])
- خارجات (مغولی: Харзат баг، [Xarzat bag]؛ ᠬᠠᠷ ᠠ ᠴᠠᠭᠠᠲᠤ ᠪᠠᠭ، [qar-a jaɣatu baɣ])
- سِبسول جاراخای (مغولی: Сэвсүүл жараахай баг، [Sevsüül žaraaxaj bag]؛ ᠰᠡᠪᠡᠰᠡᠭᠦᠯ ᠵᠢᠷᠠᠭᠠᠬᠠᠶ ᠪᠠᠭ، [sebesegül jiraɣaqai baɣ])
- نومینت (مغولی: Номинт баг، [Nomint bag]؛ ᠨᠣᠮᠤᠨᠲᠤ ᠪᠠᠭ، [nomuntu baɣ])